# José de Jesús Arocha
José de Jesús Arocha Tortolero (Montalbán, estado Carabobo; 8 de enero de 1857-Valencia, 21 de mayo de 1930) fue un médico y educador venezolano, conocido en su entorno como "El Tigre". Fue fundador del Liceo San José, institución educativa de la ciudad de Los Teques en Venezuela.
Contrajo matrimonio con Mercedes Sandoval Peñaloza. El enlace tuvo 10 hijos: Mercedes María, Jesús María, Juan Bosco Manuel María, Francisco, María de los Dolores, Rafael, José, Ana, Josefina y Margarita.
Arocha fue director del Liceo por 25 años.
En 1930, Arocha se traslada a Valencia y, al sentirse enfermo, contacta al padre salesiano Rodolfo Fierro, en esa época Director del Colegio San Francisco de Sales de Caracas, para que fuera a confesarlo. Le manifiesta su preocupación por el destino del Liceo y le hace la propuesta de que los salesianos se encargasen de la obra, dada la cercanía que tenía Arocha con el Sistema Preventivo de Don Bosco. Pocos meses después, el 21 de mayo de 1930, fallece.